# ازبر (مقاطعة فومن)
ازبر (بالفارسية: ازبر) هي قرية تقع في قسم غوراببس الريفي (مقاطعة فومن) في إيران. يقدر عدد سكانها بـ 530 نسمة بحسب إحصاء 2016.